# 1756
1756 — високосний рік, що починається у четвер за григоріанським календарем. 1756 рік нашої ери, 756 рік ІІ тисячоліття, 56 рік XVIII століття, шостий рік шостої декади XVIII століття, сьомий рік 1750-х років.
Перша наукова революція •  Просвітництво • Глухівський період в історії Гетьманщини •  Російська імперія

## Геополітична ситуація
В Османській імперії править султан Осман III (до 1757). Під владою османів перебувають Близький Схід та Єгипет, Середземноморське узбережжя Північної Африки, частина Закавказзя, значні території в Європі: Греція, Болгарія і Сербія. Васалами османів є Волощина та Молдова.
Священна Римська імперія охоплює, крім німецьких земель, Угорщину з Хорватією, Трансильванію, Богемію, Північну Італію, Австрійські Нідерланди. Її імператор — Франц I (до 1765). Марія-Терезія має титул королеви Угорщини. Королем Пруссії є Фрідріх II (до 1786).
На передові позиції в Європі вийшла Франція, якою править Людовик XV (до 1774). Франція має колонії в Північній Америці та Індії. В Іспанії королює Фернандо VI (до 1759). Королівству Іспанія належать південь Італії, Нова Іспанія, Нова Гранада та Віце-королівство Перу в Америці, Філіппіни. У Португалії королює Жозе I (до 1777). Португалія має володіння в Бразилії, в Африці, в Індії, в Індійському океані й Індонезії.
Північ Нідерландів займає Республіка Об'єднаних провінцій. Вона має колонії в Північній Америці, Індонезії, на Формозі та на Цейлоні. Великою Британією править Георг II (до 1760). Британія має колонії в Північній Америці, на Карибах та в Індії. Король Данії та Норвегії — Фредерік V (до 1766), на шведському троні сидить Адольф Фредерік (до 1771). На Апеннінському півострові незалежні Венеційська республіка та Папська область. У Речі Посполитій королює Август III Фрідріх (до 1763). На троні Російської імперії сидить Єлизавета Петрівна (до 1761).
Україну розділено по Дніпру між Річчю Посполитою та Російською імперією. Гетьман України — Кирило Розумовський. Нова Січ є пристановищем козаків. Існує Кримське ханство, якому підвладна Ногайська орда.
В Ірані фактично править династія Зандів при номінальному правлінні сефевіда Ісмаїла III.
Значними державами Індостану є Імперія Великих Моголів, Імперія Маратха. У Китаї править Династія Цін. У Японії триває період Едо.

## Події

### В Україні
- У Києві споруджено Кловський палац.

### У світі
- Дипломатична революція почала Семирічну війну в Європі. Війна тривала до 1763 року Семирічна війна. Проти Пруссії, Англії та Португалії виступили Австрія, Франція, Росія, а згодом Швеція та Саксонія.
  - 16 січня у Вестмінстері Британія та Пруссія уклали військовий союз.
  - 14 лютого британці знищили маратхський флот.
  - 17 травня Велика Британія формально оголосила війну Франції.
  - 20 травня французи завдали британцям поразки на Менорці.
  - 20 червня британський гарнізон ув'язнено в Калькуттській чорній ямі.
  - 29 серпня прусський король Фрідріх II раптово напав на Саксонію.
  - 1 жовтня прусси виграли в австрійців битву при Лобозиці.
  - Англійці захопили у французів Сенегал (Африка).
- Відбулася Війна ґуарані (війна семи місій) між племенами ґуарані й єзуїтами Сімох східних місій з одного боку і об'єднаними іспано-португальськими колонізаційними військами з іншого.
- На чолі політики Великої Британії фактично став Вільям Пітт (старший). Формально прем'єр-міністром обрано Вільяма Кавендіша.
- Російська імператриця Єлизавета Петрівна скасувала смертну кару.
- У Джунгарії спалахнуло антикитайське на чолі з Амурсаною. Цінський Китай відповів геноцидом джунгарського народу.
- У Швеції королева Луїза Ульріка організувала невдалу змову з метою відновлення абсолютизму.

### Наука і культура
- 10 вересня у Петербурзі за указом імператриці Єлизавети Петрівни засновано перший російський театр.
- Ніколя Лакайль вперше позначив сузір'я Годинник, Телескоп, Скульптор.
- Оноре Габрієль Мірабо ввів у науковий словник поняття «цивілізація».
- Михайло Ломоносов заперечив флогістонну теорію горіння й розпочав вивчення окиснення, перетворивши олово в оксид олова.
- Король Пруссії Фрідріх II нав'язав своїм селянам вирощування картоплі.

### Зведено, засновано
- У селі Присліп зведено дерев'яну церкву Святого Архангела Михаїла, що й існує й нині.
- Засновано Смоленське православне кладовище в Санкт-Петербурзі.
- Заснована сербська Апатинська пивоварня.
- 29 лютого засновано муніципалітет Яуко (Пуерто-Рико).
- Бартоломео Растреллі перебудував Катерининський палац у Царському селі.

## Народились
див. також Категорія:Народились 1756
- 19 січня — Гійом Антуан Олів'є, французький натураліст, ботанік, ентомолог (помер у 1814).
- 27 січня — Моцарт Вольфганг Амадей, австрійський композитор.
- 6 лютого — Аарон Берр, американський урядовець і політичний лідер (помер у 1836).
- 27 лютого — Ілля Андрійович Безбородько, український шляхтич, генерал-поручик, граф, сенатор Російської імперії, таємний радник (помер у 1815).
- 4 березня — Генрі Реберн, шотландський та англійський художник (помер у 1823).
- 9 березня — Луїза Саксен-Гота-Альтенбурзька, принцеса Саксен-Гота-Альтенбургу, дружина герцога Мекленбург-Шверіна Фрідріха Франца I (помер у 1808).
- 16 березня — Жан-Батіст Карр'є, учасник французької революції, один із комісарів Конвента (помер у  1794).
- 13 травня — Войцех Живний, польський піаніст, віолончеліст, композитор, перший професійний вчитель Ф.Å Шопена (помер у 1842).
- 27 травня — Максиміліан I Йозеф, король Баварії (помер у 1825).
- 29 серпня — Ян Снядецький, польський вчений-енциклопедист, астроном, математик, філософ, педагог (помер у 1830).
- 30 листопада — Ернст Флоренс Фрідріх Хладні, німецький фізик, музикант (помер у 1827).
- Давид II, цар Імереті.
- Вільям Дейві, губернатор Північної Кароліни.
- Михайло Павлович Миклашевський, український і російський військовий та державний діяч (помер у 1847).
- Саїд Іншалла-хан Інша, індійський урдумовний поет та письменник, вчений (помер у 1817).

## Померли
див. також Категорія:Померли 1756
- 15 квітня — Жак Кассіні, французький астроном і геодезист (народився у 1677).
- 16 (27) квітня — Андрій Констянтинович Нартов, російський вчений, механік та скульптор (народився у 1693).
- 27 квітня — Марія Шехсувар Султан, дружина османського султана Мустафи II, мати Османа III.
- Петро Петрович Бредаль, віце-адмірал військово-морських сил Російської імперії (народився у 1683).
- Хуа Янь, китайський художник часів династії Цін.(народився у 1682).